# De Una Vez
"De Una Vez" là một bài hát của nữ ca sĩ người Mỹ Selena Gomez. Đây là đĩa đơn mở màn từ EP Revelación của Selena, được hãng Interscope phát hành vào ngày 14/1/2021, đánh dấu sự trở lại với nguồn gốc Mexico của cô. "De Una Vez" là đĩa đơn tiếng Tây Ban Nha đầu tiên của nữ ca sĩ, đồng sản xuất với các nhạc sĩ Tainy, Albert Hype và Jota Rosa. Đây là một ca khúc nhạc pop-urban nhịp điệu nhẹ nhàng, nói về tình yêu và sự trưởng thành trong cảm xúc và lý trí.
Gomez miêu tả bài hát như một "bản tình ca đẹp". Video âm nhạc chính thức của "De Una Vez" cũng được đăng tải lên YouTube cùng ngày ra mắt. Lấy cảm hứng từ văn hóa Mỹ Latinh, video mang phong cách chủ nghĩa hiện thực huyền ảo.
Ca khúc cũng lọt vào top 10 trên các bảng xếp hạng ở Costa Rica, Guatemala, Paraguay và Venezuela. Ở thị trường Mỹ, ca khúc đứng ở vị trí thứ 92 trên Billboard Hot 100.

## Bảng xếp hạng
| Bảng xếp hạng (2021)               | Vị trí cao nhất |
| ---------------------------------- | --------------- |
| Argentina (Argentina Hot 100)      | 91              |
| Canada (Canadian Hot 100)          | 91              |
| Costa Rica Anglo (Monitor Latino)  | 8               |
| Ecuador Anglo (Monitor Latino)     | 14              |
| Guatemala Anglo (Monitor Latino)   | 11              |
| Hungary (Single Top 40)            | 39              |
| Ireland (IRMA)                     | 100             |
| New Zealand Hot Singles (RMNZ)     | 16              |
| Panama Anglo (Monitor Latino)      | 4               |
| Paraguay Anglo (Monitor Latino)    | 10              |
| Spain (PROMUSICAE)                 | 62              |
| Uruguay Anglo (Monitor Latino)     | 14              |
| Hoa Kỳ Billboard Hot 100           | 92              |
| Hoa Kỳ Hot Latin Songs (Billboard) | 4               |
| Venezuela Anglo (Monitor Latino)   | 9               |